# フィラデルフィア・エクスペリメント
『フィラデルフィア・エクスペリメント』（原題：The Philadelphia Experiment）は、1984年制作のアメリカ映画。
有名な都市伝説「フィラデルフィア計画」をモチーフに造られたSF映画。当初は製作総指揮のジョン・カーペンターが監督する予定だった。シナリオもカーペンター版とは全く異なるものである。

## あらすじ
第二次世界大戦中の1943年、フィラデルフィア港でアメリカ海軍によるある極秘実験が行われようとしていた。“フィラデルフィア計画”と呼ばれるその実験は、敵のレーダーから消え、味方の船を探知されないようにするというものであった。
その実行役となった水兵のデビッドとジムが実験機械のスイッチを入れた途端、実験の舞台である駆逐艦エルドリッジはレーダーのみならず、実際に海上からも姿を消してしまった。艦はしばらくして再び出現したが、艦内では乗組員が大火傷を負ったり、艦の壁や甲板に身体がめりこんだりしており、デビッドとジムは姿を消してしまっていた。
その頃、デビッドとジムは、時空間をトリップして1984年のネバダ州の砂漠にタイムスリップしていた。2人は行きずりで出会ったアリソンと共に逃避行に出る。
一方、実験の指揮者であるロングストリート博士は、41年前と同じ実験を今度は砂漠のゴーストタウンを対象にして行なう。するとジムは激しい痙攣を起こし、赤い電磁波に包まれて消滅してしまった。
今回の実験のエネルギーがあまりに膨大なものだったので、時空の連続体にひずみが生じて巨大な裂け目が現出、様々な異常気象を発生させたのだ。さらに実験の影響で空にできた渦があらゆるものを吸い込み、地球そのものにも危機が迫っていた。
デビッドはアリソンと共に実験場へ乗り込み、これを食い止めようとする。

## キャスト
| 役名                             | 俳優                         | 日本語吹替   | 日本語吹替   |
| 役名                             | 俳優                         | フジテレビ版 | テレビ朝日版 |
| -------------------------------- | ---------------------------- | ------------ | ------------ |
| デビッド・ハーデッグ             | マイケル・パレ               | 神谷明       | 山寺宏一     |
| アリソン・ヘイズ                 | ナンシー・アレン             | 小宮和枝     | 小山茉美     |
| ジム・パーカー                   | ボビー・ディ・シッコ         | 中尾隆聖     | 堀内賢雄     |
| ジェームズ・ロングストリート博士 | エリック・クリスマス         | 千葉順二     | 山内雅人     |
| パメラ                           | ルイーズ・ラサム             | 香椎くに子   | 藤波京子     |
| バーニー                         | スティーヴン・トボロウスキー | 池田勝       | 鈴置洋孝     |
| アンドリュース                   | ゲイリー・ブロケット         | 千田光男     | 田原アルノ   |
| クラーク少佐                     | キーン・ホリデイ             | 玄田哲章     | 大塚明夫     |
| 若いロングストリート博士         | マイルズ・マクナマラ         | 若本規夫     | 小島敏彦     |
| 年老いたジム                     | ラルフ・マンザ               | 上田敏也     | 筈見純       |
| 若いパメラ                       | デブラ・トロイヤー           | 幸田直子     | 佐々木優子   |
| ベイツ保安官                     | ジョー・ドーシー             | 安田隆       | 石森達幸     |
| マグネッセン                     | マイケル・カリー             | 阪脩         | 加藤精三     |
| 整備士                           | グレン・モーシャワー         | 秋元羊介     | 荒川太朗     |
| ボイヤー巡査                     | ジェームズ・エッジコム       | 秋元羊介     | 幹本雄之     |
| マー・ウィリス                   | ヴィヴィアン・ブラウン       | 京田尚子     | 青木和代     |
| パー・ウィリス                   | エド・ベイキー               | 伊井篤史     | 城山堅       |
| ドリス                           | パメラ・ブラル               | 羽村京子     | 滝沢久美子   |
| マンデル                         | リック・スクランド           | 秋元羊介     | 大塚芳忠     |
| レーダー係                       | ブレント・S・レイン          | 西村知道     | 稲葉実       |

- フジテレビ版：初回放送1985年12月7日『ゴールデン洋画劇場』

演出：伊達康将、翻訳：岩佐幸子、制作：東北新社
- テレビ朝日版：初回放送1991年6月23日『日曜洋画劇場』

その他：糸博、西村知道、喜多川拓郎、松本保典、梁田清之、秋山嘉子、喜田あゆ美、叶木翔子
演出：福永莞爾、翻訳：たかしまちせこ、効果：リレーション、調整：オムニバス・ジャパン、制作：東北新社
2014年7月26日にWOWOWの『土曜吹替劇場』で放送された際、地上波放送時にカットされていた部分を同じ声優陣で追加録音したものが放送された。
※2015年8月4日発売のブルーレイには、フジテレビ版の吹替が収録。2023年12月29日発売のブルーレイは両バージョン（テレビ朝日版はWOWOW放送時の追録版）とも収録。